# Monocystis holothuriae
Monocystis holothuriae is een soort in de taxonomische indeling van de Myzozoa, een stam van microscopische parasitaire dieren. Het organisme komt uit het geslacht Monocystis en behoort tot de familie Monocystidae. Monocystis holothuriae werd in 1858 ontdekt door Schneider.